# 兵庫県道249号府市場伏線
兵庫県道249号府市場伏線（ひょうごけんどう249ごう ふいちばふしせん）は、兵庫県豊岡市を通る一般県道である。

## 概要
豊岡市日高町府市場から豊岡市伏に至る。

### 路線データ
- 起点：豊岡市日高町府市場[1]（国道312号交点）
- 終点：豊岡市伏[1]（天神橋北詰交差点、国道426号交点）
- 総延長：3.878 km

## 路線状況

### 重複区間
- 国道482号（豊岡市日高町上郷 - 豊岡市中郷）

### 道路施設

#### 橋梁
- 上郷橋（円山川、豊岡市）
- 天神橋（出石川、豊岡市）

## 地理

### 通過する自治体
- 豊岡市

### 交差する道路
| 交差する道路           | 交差する場所 | 交差する場所            |
| ---------------------- | ------------ | ----------------------- |
| 国道312号              | 日高町府市場 | 起点                    |
| 国道482号 重複区間起点 | 日高町上郷   |                         |
| 国道482号 重複区間終点 | 中郷         |                         |
| 国道426号              | 伏           | 天神橋北詰交差点 / 終点 |

### 沿線
- 豊岡市立中筋小学校